# Джермадзор
Джермадзор (арм. Ջերմաձոր) — гавар провинции Мокк Великой Армении. На сегодняшний день территория исторического Джермадзор находится в границах Турции.

## География
Гавар Джермадзор находится в центре провинции Мокк. На западе Джермадзор граничит с гаваром Ишайр провинции Агдзник, на северо-западе − с гаваром Ишоц, на северо− с гаваром Миджа и Мокк-Арандзнак провинции Мокк, на северо-востоке − с гаваром Арнойтн провинции Васпуракан, на юго-востоке − с гаваром Аргастовит провинции Мокк, а на юго-западе − с гаваром Аркаиц провинции Мокк.
На востоке Джермадзора находится известная крепость Зрайл (арм. Զռայլ). 
По всей территории Джермадзора с запада на восток протекает река Тигр. 